# Chodżakuli Narlijew
Chodżakuli Narlijew (ur. 21 stycznia 1937) – radziecki i turkmeński reżyser filmowy, scenarzysta, operator oraz aktor.

## Odznaczenia
- Zasłużony Artysta Uzbeckiej SRR[1]
- Nagroda Państwowa ZSRR (1973)[1]
- Ludowy Artysta Turkmeńskiej SRR (1986)